# Grübchen
Grübchen (Diminutiv zu Grube) bezeichnet allgemein kleine, meist muldenförmige Einbuchtungen. Im biologisch-medizinischen Bereich beschreibt es angeborene oder erworbene Vertiefungen des Gewebes. Umgangssprachlich beschreibt Grübchen meistens die bei vielen Menschen vorhandenen, charakteristischen Einziehungen der Haut in Wange, Kinn, Stirn, Rücken oder Gesäß.
Die Material- und Werkstoffkunde kennt Grübchenbildung als einen Materialschaden unter dem Fachbegriff Pitting.

## Grübchen in der Biologie und Anatomie

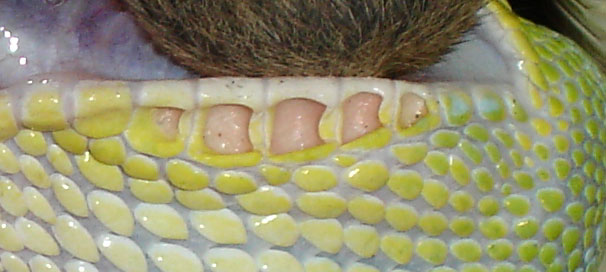
Labialgruben eines Grünen Baumpythons

Im Zuge der Entstehung von Organen (Organogenese) bilden sich an einigen Stellen als Grübchen bezeichnete Einsenkungen (z. B. Ohrgrübchen, Riechgrübchen, Linsengrübchen), die den Beginn einer weiteren Ausdifferenzierung kennzeichnen. Bei vollständig entwickelten Tieren dienen an der Körperoberfläche zu findende, bleibende Grübchen oftmals dazu, auf ihrem Grund liegende Sinneszellen oder Drüsenausführungsgänge zu schützen. Besonders bekannte Beispiele sind Grubenorgan und Labialgruben bei Schlangen, die der Wahrnehmung von Infrarotstrahlung dienen.
Grübchen genannte Vertiefungen finden sich vielfach auch im Körperinneren; unter dem Fachbegriff Krypten beispielsweise bei Tonsillen, Lymphknoten und in der Schleimhaut des Magen-Darm-Traktes. Kleinere Vertiefungen der Zahnoberfläche wie Fissuren werden häufig ebenfalls als Grübchen bezeichnet. Alveolus, Fossula, Fovea und Foveola sind weitere fachsprachliche Begriffe für Grübchen.

## Grübchen als Körpermerkmale des Menschen

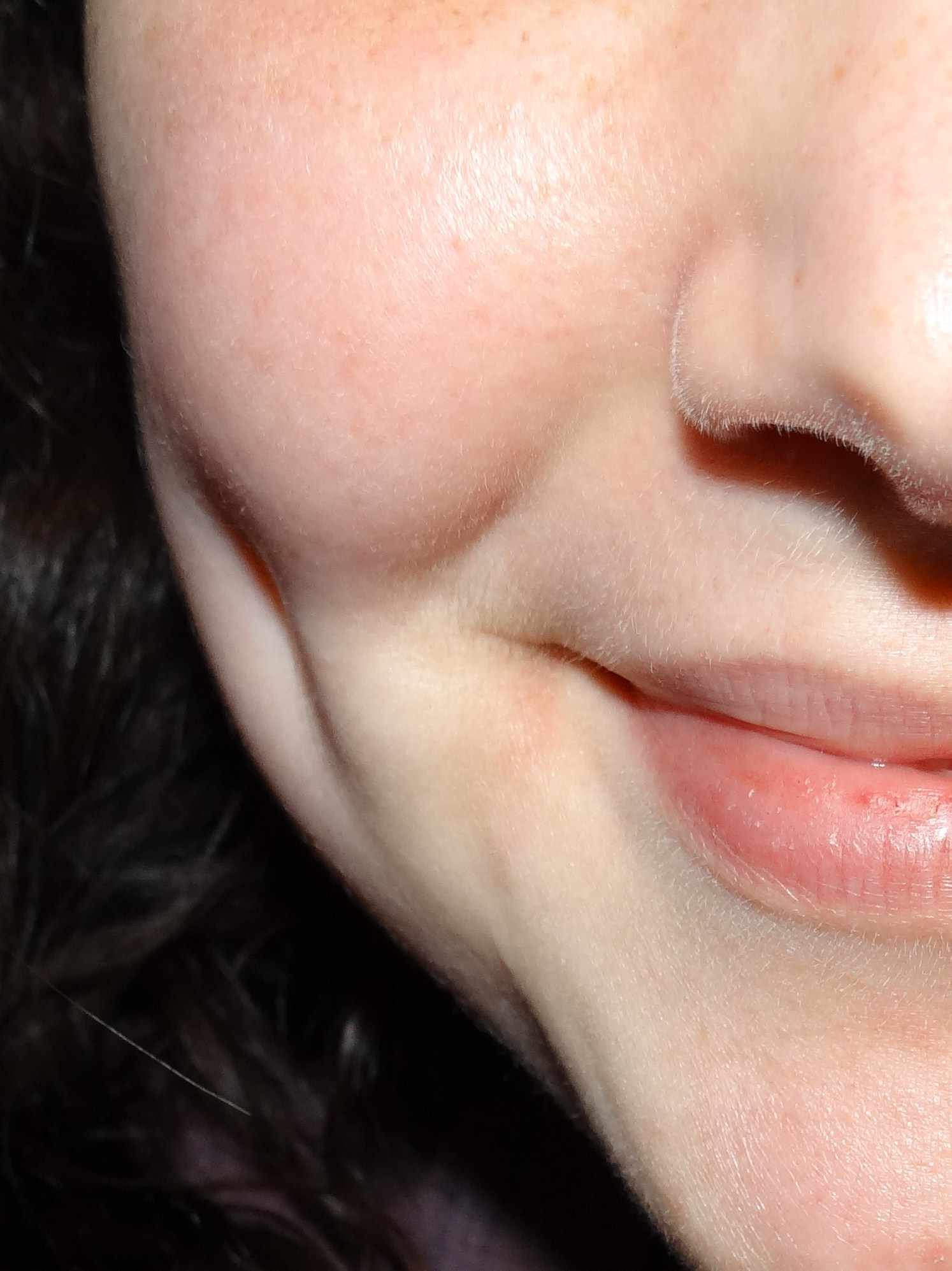
Wangengrübchen

Die meisten Menschen besitzen Grübchen an ihrem Körper, die entweder ständig oder nur bei Anspannung bestimmter Muskeln zu sehen sind. Letztere entstehen wahrscheinlich durch winzige Muskelfasern oder bindegewebige Verwachsungen mit Muskeln, welche die Haut nach innen ziehen. Im Wangenbereich bilden sich bei vielen Menschen kleinere, meist annähernd symmetrisch, sehr selten nur einseitig ausgebildete Einziehungen, wenn sich beim Lachen, Grinsen oder Lächeln bestimmte Gesichtsmuskeln verkürzen. Hauptverantwortlich dafür ist der zur Lachmuskulatur gehörende Musculus risorius. Hat dieser Muskel an einer Stelle eine besonders feste Verbindung zur Haut der Wangen, so zieht er sie bei Anspannung nach innen und lässt dadurch die Wangengrübchen entstehen.

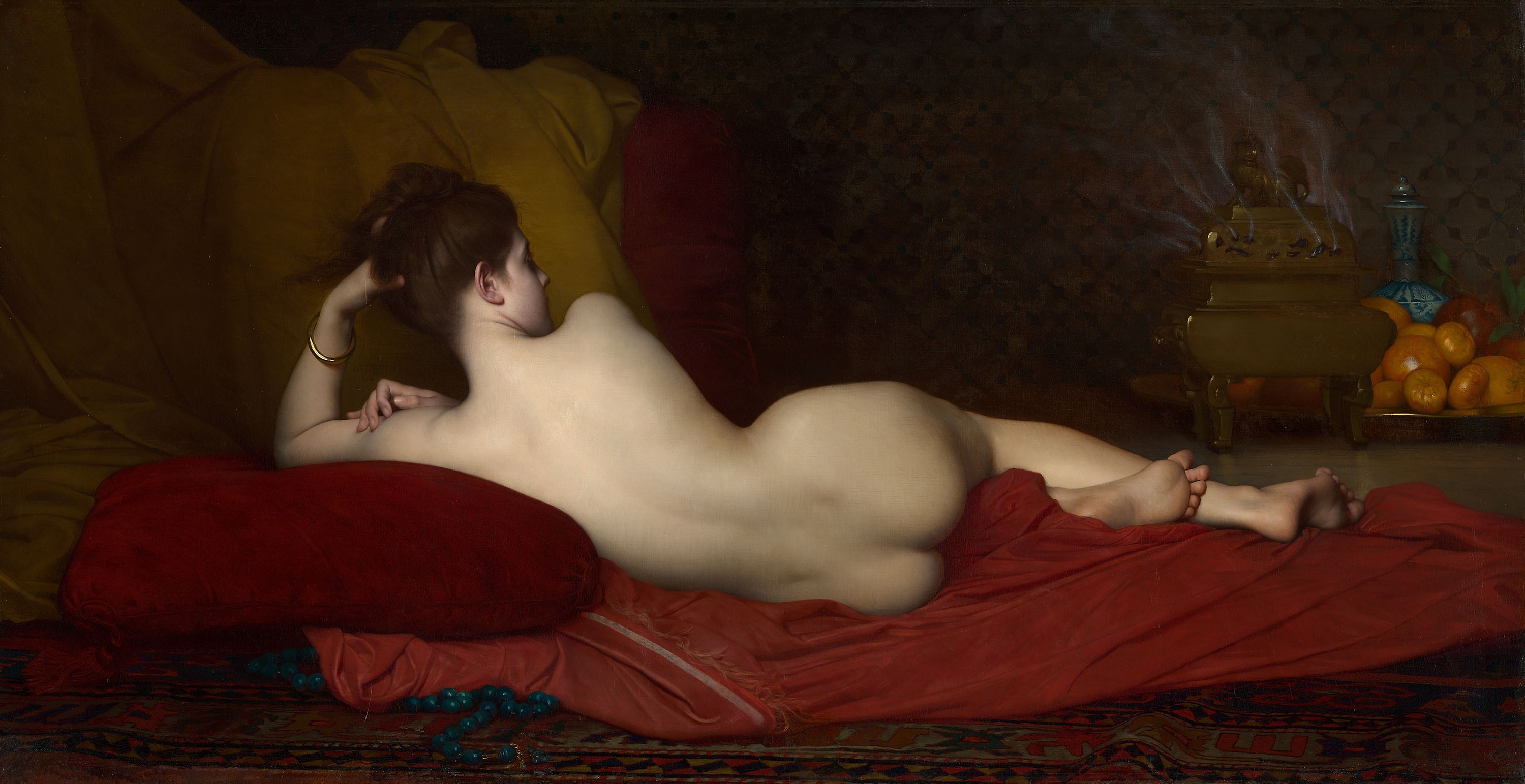
In der Aktmalerei oder Aktfotografie werden die Lendengrübchen oft hervorgehoben, da sie als ein besonderes Merkmal des weiblichen Körpers gelten.

Kinngrübchen treten bei 2,2 % der Männer auf. Sie sind ebenfalls angeboren, entstehen jedoch größtenteils nicht durch Muskelzug, sondern vermutlich durch eine leichte Anomalie während der Embryogenese. Die rechte und die linke Hälfte des späteren Unterkiefers wachsen zunächst getrennt voneinander. Wenn sie anschließend verschmelzen, entsteht in der Mitte zwischen den beiden Hälften, dem späteren Kinn, eine schmale faserknorpelige Verbindung (Symphysis menti). Die Kinngrübchen könnten durch ein unvollständiges Zusammenwachsen der beiden Kieferhälften und des darüber liegenden Gewebes entstehen. Ob es sich tatsächlich so verhält, ist bislang jedoch ungeklärt.
Als zwei weiche Vertiefungen knapp oberhalb des Gesäßes sind beidseits der Lendenwirbelsäule, direkt über den Iliosakralgelenken, vor allem bei jungen Frauen oftmals  Lendengrübchen (anatomisch Fossae lumbales laterales) ausgeprägt. Diese manchmal auch als „Venusgrübchen“ bezeichneten Vertiefungen haften an den Darmbeinstacheln, welche zwei Eckpunkte der Michaelis-Raute bilden.

## Grübchen als Hinweis auf Erkrankungen
Wenn sich Grübchen an ungewöhnlichen Orten finden, können diese angeborenen Fehlbildungen ein Hinweis auf Erbkrankheiten sein; sogenannte „Pits“ an Hand- und Fußflächen beispielsweise sind charakteristisch für das Gorlin-Goltz-Syndrom. Sakralgrübchen sind meistens harmlos, können aber Anzeichen für Fehlbildungen sein. Grübchen werden auch durch die Ablösung von Hornzellen der Nageloberfläche entstandene, stecknadelkopfgroße, wie ausgestanzt wirkende Aussparungen genannt, die unter anderem typisch für Schuppenflechte sind (Tüpfelnägel). Permanente Grübchen im Bereich der Haut können sich auch im Zuge der Wundheilung entwickeln, wenn die dabei entstehende Narbe sich nach innen zusammenzieht.